# 대한민국 배드민턴 국가대표팀
대한민국 배드민턴 국가대표팀은 대한민국의 배드민턴 대표팀이다.

## 토마스 컵성적
- 1984 - 4위
- 1992 - 4위
- 1996 - 3위
- 2000 - 3위
- 2004 - 3위
- 2008 - 2위

## 우버 컵성적
- 1984 -
- 1986 - 3위
- 1988 - 2위
- 1990 - 2위
- 1992 - 2위
- 1994 - 4위
- 1996 - 3위
- 1998 - 4위
- 2000 - 3위
- 2002 - 2위
- 2004 - 2위
- 2006 -
- 2008 - 3위
- 2010 - 1위

## 수디르만 컵성적
- 1989 - 2위
- 1991 - 1위
- 1993 - 1위
- 1995 - 3위
- 1997 - 2위
- 1999 - 4위
- 2001 - 4위
- 2003 - 1위
- 2005 - 3위
- 2007 - 3위
- 2009 - 2위
- 2011 - 4위

## 저명한 선수
| 남성 - 이현일 - 박성환 - 정재성 - 이용대 - 유연성 - 김사랑 | 여성 - 성지현 - 배연주 - 하정은 - 이경원 - 정경은 - 이효정 |